# 2000 CQ65
2000 CQ65 är en asteroid i huvudbältet som upptäcktes den 4 februari 2000 av LINEAR i Socorro County, New Mexico.
Den tillhör asteroidgruppen Nysa.